# Laura Jane Grace
Laura Jane Grace (geboren als Thomas James Gabel, Fort Benning, 8 november 1980) is een Amerikaanse muzikant en leadzanger en gitarist van de punkband Against Me! Naast de albums die ze met Against Me! heeft uitgegeven heeft ze ook het soloalbum Heart Burns opgenomen.
Grace maakte in 2012 bekend dat ze een transseksuele vrouw is, waarbij ze ook haar naam liet veranderen.

## Biografie

### Jeugd (1980-1996)
Grace werd geboren in Fort Benning, Georgia, en is het oudste kind, ze heeft een jongere broer. Het gezin verhuisde vaak tussen militaire bases en heeft in verschillende landen en Amerikaanse staten gewoond. Toen ze 8 jaar oud was en tijdens de Golfoorlog van 1990-1991 in Italië woonde, kocht Grace haar eerste gitaar met geld dat ze verdiend had met het maaien van gazons. Ze nam gitaarles bij een legerofficier. Grace' ouders scheidden toen ze twaalf jaar oud was.
Tijdens haar tijd op de middelbare school werd Grace fan van punkmuziek en voelde ze zich aangetrokken tot de nihilistische en anarchistische idealen van het genre. Op 13-jarige leeftijd speelde ze basgitaar in haar eerste band, Black Shadows of Leather Dice - de band had nooit een naam afgesproken. De band werd opgericht met leden van haar jeugdgroep in de kerk. Ze speelden nummers van Nirvana en Pearl Jam. Op 16-jarige leeftijd publiceerde Grace een zine genaamd naam Misanthrope, dat voornamelijk politieke kwesties behandelde. Grace speelde basgitaar in een band genaamd The Adversaries met Dustin Fridkin en verschillende drummers van 1994 tot 1996. De formaties waren niet stabiel en de band had verschillende namen, waaronder de Snot Rockets en Upper Crust. The Adversaries brachten slechts een demo uit. Hun "topprestatie als band" (volgens Grace) was het spelen bij het muziekpodium The Hardback in Gainesville, Florida. Het uiteenvallen van The Adversaries leidde ertoe dat Grace in 1996 kortstondig speelde in een band genaamd Common Affliction. Het einde van Common Affliction zette Grace ertoe om de eerste demo van Against Me! (getiteld Against Me!) op te nemen, dat werd uitgegeven in december 1996.

### Against Me! en eerste huwelijk (1997-2005)
In 1997, op 17-jarige leeftijd, verliet Grace de middelbare school en begon ze liedjes te schrijven. Ze noemde het muzikale project Against Me!. Toen ze op 18-jarige leeftijd naar Gainesville verhuisde, begon ze op te treden onder de naam Against Me!, hetzij alleen op een akoestische gitaar, hetzij met haar vriend Kevin Mahon die drumde. Haar liedjes putten invloed uit vroege akoestische protestmuziek, met onderwerpen als klassenstrijd en andere maatschappelijke onderwerpen.
In 2000 overtuigde Grace Bowman ervan om naar Gainesville te verhuizen en begon hem te leren om liedjes van Against Me! te spelen op gitaar. Ze trouwde ook op dit moment, hoewel het huwelijk vier jaar later zou eindigen in een scheiding. Na het uitgeven van enkele demo's en ep's, ontwikkelde Against Me! zich tot een volledige band bestaande uit Grace, Bowman, basgitarist Dustin Fridkin en drummer Warren Oakes. Het debuutalbum Against Me! Is Reinventing Axl Rose werd in 2002 uitgegeven door het lokale onafhankelijke platenlabel No Idea Records.
Fridkin werd vervangen door Andrew Seward en de band tekende een contract bij het Californische onafhankelijke platenlabel Fat Wreck Chords om vervolgens via dit label de studioalbums Against Me! as the Eternal Cowboy (2003) en Searching for a Former Clarity (2005) uit te laten geven.

### Tweede huwelijk, mainstream-succes enHeart Burns(2006-heden)
In december 2005 tekende Against Me! een contract bij Sire Records, een sublabel van het grotere Warner Music Group. In maart 2006, tijdens het toeren als openingsact voor Alkaline Trio, ontmoette Grace kunstenaar Heather Hannoura die merchandise voor Alkaline Trio en andere bands ontwierp. De twee trouwden in december 2007.
Het album New Wave (2007), het eerste album van de band dat via een groot platenlabel werd uitgegeven, bracht de band meer mainstream succes. Grace's solo-ep, Heart Burns, werd uitgebracht in oktober 2008. De teksten van de muziek op het album gaan onder andere over kwesties die toentertijd speelden, waaronder de Amerikaanse presidentsverkiezingen 2008.
In 2009 kreeg ze een dochter. Het gezin verhuisde in 2010 naar St. Augustine, Florida. Het vijfde studioalbum van Against Me!, White Crosses, werd dat jaar uitgegeven en is tot op heden het meest succesvolle van de band. In september dat jaar begon Grace weken lang te werken aan het volgende studioalbum van de band, een conceptalbum getiteld Transgender Dysphoria Blues (2014) dat gaat over een transseksuele prostituee. De band annuleerde enkele concerten in oktober en november 2010 en verliet Sire Records in 2011. Grace kocht een verlaten postkantoor in Elkton, Florida en transformeerde het in een opnamestudio genaamd Total Treble en lanceerde tegelijkertijd een platenlabel genaamd Total Treble Music, dat toekomstige albums van Against Me! zou uitgeven. het eerste album opgenomen in de studio was het derde studioalbum van de Amerikaanse rockband Cheap Girls, Giant Orange (2012). Dit betekende ook de eerste ervaring van Grace als muziekproducent.

## Discografie

### Met Against Me!
Studioalbums
- Against Me! Is Reinventing Axl Rose (2002)
- Against Me! as the Eternal Cowboy (2003)
- Searching for a Former Clarity (2005)
- New Wave (2007)
- White Crosses (2010)
- Transgender Dysphoria Blues (2014)

### Solo
- Heart Burns (2008)

- Gemeinsame Normdatei: 1128838540
- International Standard Name Identifier: 0000 0000 7264 1692
- Library of Congress Control Number: n2013066763
- MusicBrainz: 23d0b15f-b6b5-489b-b2a1-0333bd8db44b
- Virtual International Authority File: 80225854
- WorldCat: E39PCjrmT8gkKy3Rbm9Cdrhd73